# Ken Linseman
Kenneth S. „Ken“ Linseman (* 11. August 1958 in Kingston, Ontario) ist ein ehemaliger kanadischer Eishockeyspieler, der im Verlauf seiner aktiven Karriere zwischen 1974 und 1992 unter anderem 1049 Spiele für die Philadelphia Flyers, Edmonton Oilers, Boston Bruins und Toronto Maple Leafs in der National Hockey League sowie die Birmingham Bulls in der World Hockey Association auf der Position des linken Flügelstürmers bestritten hat. Seinen größten Erfolg feierte Linseman mit dem Gewinn des Stanley Cups im Jahr 1984.

## Karriere
Ken Linseman spielte in seiner Jugend drei Spielzeiten lang für die Kingston Canadians in der Ontario Major Junior Hockey League, bevor er beim WHA Amateur Draft 1977 in der zehnten Runde an insgesamt 83. Position von den Birmingham Bulls ausgewählt wurde. Nach einer Saison bei den Bulls wurde er beim NHL Amateur Draft 1978 in der ersten Runde an insgesamt siebter Position von den Philadelphia Flyers aus der National Hockey League ausgewählt, für die er allerdings erst nach einigen Einsätzen für deren Farmteam, den Maine Mariners, in der American Hockey League das erste Mal auflief. In der NHL erarbeitete er sich schnell den Ruf einer Pest und erhielt aufgrund seiner Spielweise und seines Auftretens auf dem Eis den Spitznamen „The Rat“.
Nach insgesamt vier Spielzeiten wurde der variabel einsetzbare Stürmer zu Beginn der Saison 1982/83 zusammen mit Greg Adams, einem Erst- sowie einem Drittrunden-Draftpick für den NHL Entry Draft 1983 zu den Hartford Whalers transferiert, die Flyers erhielten im Gegenzug Mark Howe sowie ebenfalls einen Drittrunden-Draftpick für denselben Draft. Noch am selben Tag wurde Linseman zusammen mit Dan Nachbaur von den Whalers zu den Edmonton Oilers geschickt, Hartford erhielt für die beiden Spieler Risto Siltanen und Brent Loney. Bei den Oilers spielte er zusammen mit Glenn Anderson und Mark Messier in einer Reihe und schloss die Saison mit dem Gewinn des Stanley Cups ab. Linseman erzielte dabei das entscheidende Tor zum Meisterschaftsgewinn. Am Ende der erfolgreichen zweiten Saison in Alberta wurde der Kanadier im Tausch gegen Mike Krushelnyski zu den Boston Bruins transferiert.
Nach mehr als fünf Jahren bei den Bruins begann sein Spiel etwas an Druck zu verlieren und er wurde in der Mitte der Saison 1989/90 erneut transferiert. Diesmal zu den Philadelphia Flyers, wo er einst seine NHL-Karriere begonnen hatte. Die Boston Bruins erhielten im Gegenzug Dave Poulin. Nachdem er in Philadelphia die Saison beendet hatte, kehrte er zu Beginn der darauffolgenden Saison für ein Jahr zurück zu den Edmonton Oilers, für die er verletzungsbedingt jedoch nur 56 von 82 möglichen Spielen bestreiten konnte.
Seine finale Station in der NHL hatte Linseman in der Saison 1991/92 bei den Toronto Maple Leafs, für die er jedoch lediglich zwei Spiele bestritt. Er wechselte in die italienische Serie A1 zu Asiago Hockey, für die er noch eine Handvoll Spiele bestritt, bevor er endgültig seine Karriere beendete.

### International
Mit der kanadischen Nationalmannschaft nahm Linseman am Canada Cup 1981 teil, den er mit der Mannschaft auf dem zweiten Platz abschloss. Er kam dabei in vier der sieben Spiele zum Einsatz und bereitete dabei ein Tor vor.

## Erfolge und Auszeichnungen
- 1977 OMJHL Second All-Star Team
- 1981 Silbermedaille beim Canada Cup
- 1984 Stanley-Cup-Gewinn mit den Edmonton Oilers

## Karrierestatistik

### International
Vertrat Kanada bei:
- Canada Cup 1981

(Legende zur Spielerstatistik: Sp oder GP = absolvierte Spiele; T oder G = erzielte Tore; V oder A = erzielte Assists; Pkt oder Pts = erzielte Scorerpunkte; SM oder PIM = erhaltene Strafminuten; +/− = Plus/Minus-Bilanz; PP = erzielte Überzahltore; SH = erzielte Unterzahltore; GW = erzielte Siegtore; 1 Play-downs/Relegation; Kursiv: Statistik nicht vollständig)